# Kanton Tilly-sur-Seulles
Der Kanton Tilly-sur-Seulles war von 1790 bis 2015 ein französischer Wahlkreis im Département Calvados in der damaligen Region Basse-Normandie. Er umfasste 22 Gemeinden im Arrondissement Caen; sein Hauptort (frz.: chef-lieu) war Tilly-sur-Seulles. Die landesweiten Änderungen in der Zusammensetzung der Kantone brachten im März 2015 seine Auflösung, seine Gemeinden gingen weitgehend im Kanton  Bretteville-l’Orgueilleuse auf. Vertreter im Generalrat des Départements war zuletzt von 2001 bis 2015 Olivier Quesnot (PS).
Der Kanton Tilly-sur-Seulles war 131,81 km2 groß und hatte 16.521 Einwohner (Stand 2012). 

## Gemeinden
| Gemeinde                   | Einwohner Jahr | Fläche km² | Bevölkerungsdichte | Code INSEE | Postleitzahl |
| -------------------------- | -------------- | ---------- | ------------------ | ---------- | ------------ |
| Audrieu                    | 1.030 (2013)   | 11,31      | 91 Einw./km²       | 14026      | 14250        |
| Bretteville-l’Orgueilleuse | 2.577 (2013)   | 6,18       | 417 Einw./km²      | 14098      | 14740        |
| Brouay                     | 473 (2013)     | 3,98       | 119 Einw./km²      | 14109      | 14250        |
| Carcagny                   | 308 (2013)     | 4,15       | 74 Einw./km²       | 14135      | 14740        |
| Cheux                      | 1.287 (2013)   | 14,38      | 89 Einw./km²       | 14157      | 14210        |
| Cristot                    | 209 (2013)     | 3,92       | 53 Einw./km²       | 14205      | 14250        |
| Ducy-Sainte-Marguerite     | 137 (2013)     | 3,61       | 38 Einw./km²       | 14232      | 14250        |
| Fontenay-le-Pesnel         | 1.161 (2013)   | 10,07      | 115 Einw./km²      | 14278      | 14250        |
| Grainville-sur-Odon        | 928 (2013)     | 5,26       | 176 Einw./km²      | 14311      | 14210        |
| Juvigny-sur-Seulles        | 77 (2013)      | 3,53       | 22 Einw./km²       | 14348      | 14250        |
| Loucelles                  | 184 (2013)     | 3,07       | 60 Einw./km²       | 14380      | 14250        |
| Le Mesnil-Patry            | 284 (2013)     | 3,51       | 81 Einw./km²       | 14423      | 14740        |
| Mondrainville              | 501 (2013)     | 3,17       | 158 Einw./km²      | 14438      | 14210        |
| Mouen                      | 1.354 (2013)   | 4,16       | 325 Einw./km²      | 14454      | 14790        |
| Putot-en-Bessin            | 406 (2013)     | 3,51       | 116 Einw./km²      | 14525      | 14740        |
| Rots                       | 2.387 (2013)   | 12,22      | 195 Einw./km²      | 14543      | 14980        |
| Sainte-Croix-Grand-Tonne   | 301 (2013)     | 5,26       | 57 Einw./km²       | 14568      | 14740        |
| Saint-Manvieu-Norrey       | 1.843 (2013)   | 8,28       | 223 Einw./km²      | 14610      | 14740        |
| Saint-Vaast-sur-Seulles    | 136 (2013)     | 4,25       | 32 Einw./km²       | 14661      | 14250        |
| Tessel                     | 241 (2013)     | 5,54       | 44 Einw./km²       | 14684      | 14250        |
| Tilly-sur-Seulles          | 1.570 (2013)   | 8,98       | 175 Einw./km²      | 14692      | 14250        |
| Vendes                     | 314 (2013)     | 3,47       | 90 Einw./km²       | 14734      | 14250        |

## Bevölkerungsentwicklung
| 1962  | 1968  | 1975  | 1982   | 1990   | 1999   | 2006   | 2011   |
| ----- | ----- | ----- | ------ | ------ | ------ | ------ | ------ |
| .7667 | .8023 | .8980 | 10.772 | 13.189 | 14.464 | 15.513 | 16.324 |